# Diocesi di Lizico
La diocesi di Lizico (in latino: Dioecesis Lizicena) è una sede soppressa del patriarcato di Costantinopoli e una sede titolare della Chiesa cattolica.

## Storia
Lizico, nell'odierna Turchia, è un'antica sede vescovile della provincia romana di Europa nella diocesi civile di Tracia. Faceva parte del patriarcato di Costantinopoli ed era suffraganea dell'arcidiocesi di Eraclea.
La sede è piuttosto tardiva, poiché compare nelle Notitiae Episcopatuum del patriarcato dal IX secolo. A partire dalla Notitia attribuita all'imperatore Leone VI e databile all'inizio del X secolo, la sede è menzionata sempre tra le suffraganee di Eraclea fino al XIV secolo.
Dell'antica diocesi di Lizico sono noti tre vescovi: Beniamino assistette al secondo concilio di Nicea nel 787; Germano (o Giorgio) partecipò al concilio di Costantinopoli dell'879-880 che riabilitò il patriarca Fozio di Costantinopoli; Stefano è noto grazie alla scoperta del suo sigillo vescovile non datato.
Dal 1933 Lizico è annoverata tra le sedi vescovili titolari della Chiesa cattolica; il titolo finora non è stato assegnato.

## Cronotassi dei vescovi greci
- Beniamino † (menzionato nel 787)
- Germano (o Giorgio) † (menzionato nell'879)
- Stefano †